# Thomas Hibernicus
Thomas Hibernicus fue un franciscano de Irlanda del siglo XIII.

## Biografía
Thomas Palmeran, un nativo del condado de Kildare, Irlanda, más conocido por los autores extranjeros como Thomas Hibernicus, hizo sus estudios en París, donde recibió el título de doctor en teología, o "Utriusque juris" (según Luke Wadding, "Fellow of the Sorbonne").
Posteriormente, se trasladó a Italia y se recluyó en el monasterio de Aquila en los confines del Reino de Nápoles, donde murió y fue enterrado.
Hibernicus dejó escrita una obra, sumario alfabético de virtudes y vicios, imprimido en París en 1664, y también escribió un tratado de la religión cristiana, los remedios contra los vicios, las tentaciones del demonio, y las maravillas de la Biblia.
Finalmente, se le ha atribuido otra obra, una colección de pasajes morales de las Sagradas Escrituras, publicada en Roma en 1624 conforme a un manuscrito de la biblioteca de los Hermanos Menores, "De ara caeli", por Luke Wadding.
Mariano de Florencia, franciscano, nacido en 1430, en la Crónica que compuso de su Orden, dice que Hibernicus vivió en 1270 en el monasterio de Aquila, en la provincia de San Bernardino, y tuvo gran reputación por su piedad y conocimientos, y más tarde Juan de Sajonia en su obra "Lives of Preaching Brothers" habla del maestro Thomas de Irlanda, de la Sorbona de París.
No confundir este autor con Thomas of Ireland, autor de manipulus florum.

## Obras
- De Christiana religione
- De illusionibus daemonum; De tentatione diaboli
- Flores biblicos, Antwerp, 1580, en 8º.
- Flores omnium doctorum ilustrum, 2012.
- Pronptuarium morale sacrae scripturae, Roma, 1624.
- Otras